# Pskova
Lo Pskova (in russo: Пскова) è un fiume russo che attraversa i distretti di Strugo-Krasnenskij rajon e Pskovskij rajon dell'Oblast di Pskov.

## Descrizione
È un affluente del fiume Velikaya e appartiene al bacino del fiume Narva. È lungo 102 chilometri e l'area del suo bacino copre una superficie di 1 000 chilometri quadrati. Sulle sue rive sorge la città di Pskov. Gli affluenti del Pskova sono i fiumi Pskovitsa e Drebyonka (a sinistra), il Toroshinka e i fiumi Milyovka (a destra).
La sorgente della Pskova si trova nella parte occidentale del distretto di Strugo-Krasnenskij rajon. La Pskova scorre a sud e un tratto del suo corso costituisce il confine tra i distretti di Strugo-Krasnensky e Pskovskij rajon. Lungo il suo tragitto sono costruiti alcun monumenti, tra cui sulla sua sponda destra si trova la Chiesa dell'Epifania, mentre alla sua foce c'è Cremlino di Pskov.